# Arkadiusz Głowacki
Arkadiusz Rafał Głowacki (Poznań, 1979. március 13. –) lengyel válogatott labdarúgó.

## Pályafutása

### Klubcsapatban
1995 és 1999 között a Lech Poznań csapatában játszott. 1999 és 2018 között egy kis megszakítással a Wisła Kraków játékosa volt, melynek tagjaként hat bajnoki címet szerzett. 2010 és 2012 között a török Trabzonsporban szerepelt. 

### A válogatottban
2002 és 2011 között 29 alkalommal szerepelt a lengyel válogatottban és 1 gólt szerzett. Részt vett a 2002-es világbajnokságon, de nem kapott lehetőséget egyetlen mérkőzésen sem.

## Sikerei, díjai
Wisła Kraków
- Lengyel bajnok (6): 2000–01, 2002–03, 2003–04, 2004–05, 2007–08, 2008–09
- Lengyel kupagyőztes (2): 2000–01, 2002–03
- Lengyel szuperkupagyőztes (1): 2001

Trabzonspor
- Török szuperkupagyőztes (1): 2010

## Külső hivatkozások
- Arkadiusz Głowacki adatlapja a National-Football-Teams.com oldalon (angolul)

- Arkadiusz Głowacki (angol nyelven). FootballDatabase.eu
- Arkadiusz Głowacki (angol nyelven). eu-football.info
- Arkadiusz Głowacki (lengyel nyelven). 90minut.pl
- Arkadiusz Głowacki (német nyelven). kicker.de
- Arkadiusz Głowacki adatlapja a worldfootball.net oldalon (angolul)